# Cultura Serbiei

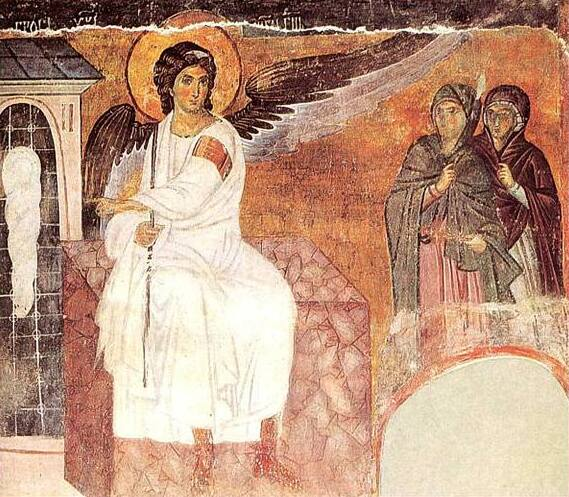
Fresca Îngerului Alb de la Mănăstirea Mileševa. Imaginea a fost primul semnal de televiziune prin satelit trimis din Europa în America, simbol al păcii și civilizației.

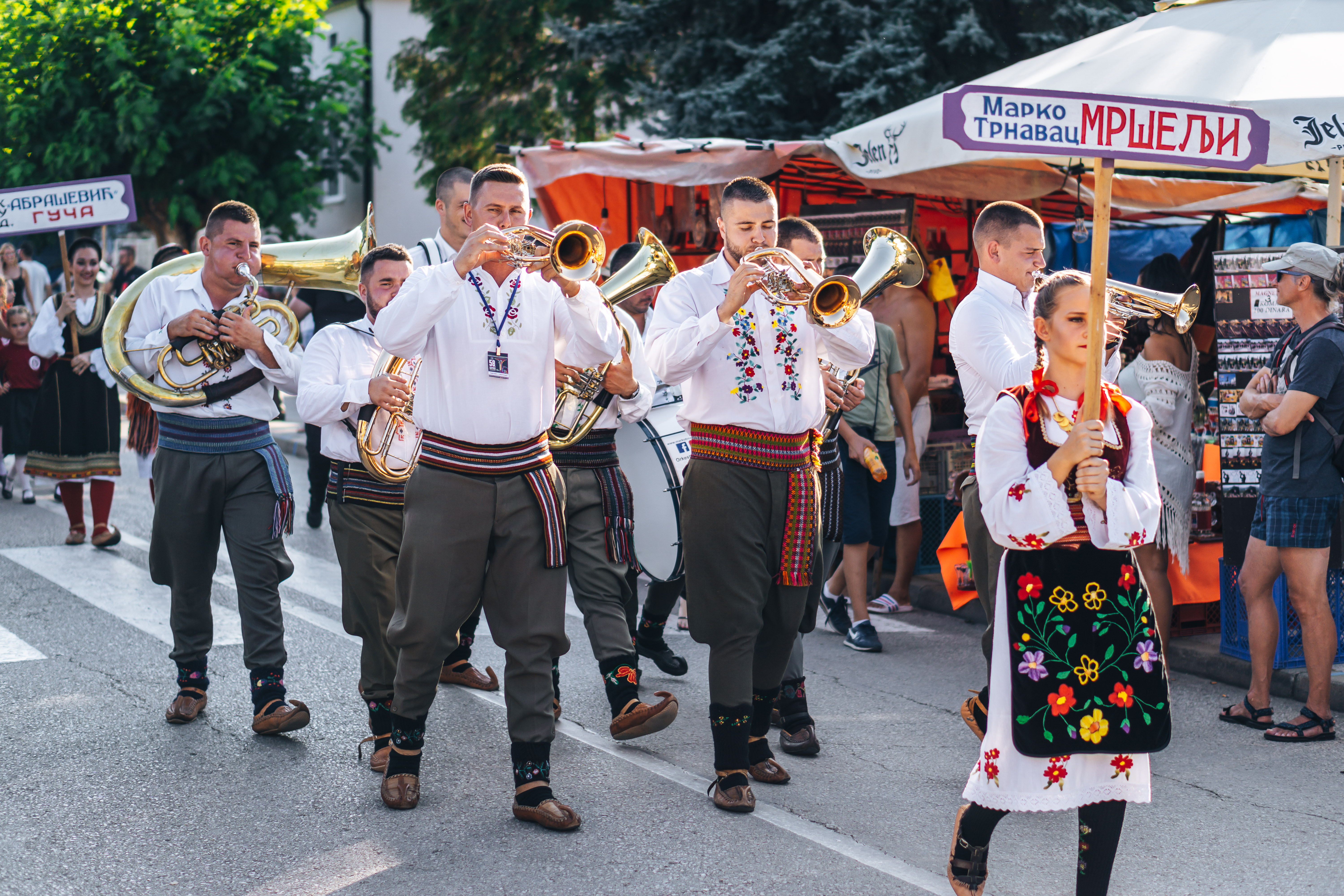
Guča Trumpet Festival, also known as Dragačevski Sabor, in western Serbia

Cultura Serbiei reunește creația artistică, literară, muzicală, culinară, politică și socială din Serbia. Nordul Serbiei este mai puternic conectat la cultura occidentală, iar sudul aparține mai degrabă culturii balcanice. Desigur, ambele regiuni s-au influențat reciproc, așa că o separare între nord și sud este mai degrabă artificială.
Influența Imperiului Bizantin asupra Serbiei a fost foarte importantă. Marea majoritate a sârbilor sunt creștini ortodocși, aparținând de Biserica Ortodoxă Sârbă. Folosesc atât alfabetul chirilic, cât și cel latin, datorită influențelor atât estice, cât și vestice. Mănăstirile din Serbia, construite, în special, în Evul Mediu, sunt poate cea mai bună dovadă a influenței bizantine și ortodoxe, dar și a Europei vestice (romanice). Majoritatea reginelor din istoria Serbiei au avut o origine străină, incluzându-le pe Hélène d'Anjou (verișoară a lui Carol I al Siciliei), Anna Dondolo (fiica dogelui Veneției, Enrico Dandolo), Caterina a Ungariei, și Simonida a Bizanțului.
Serbia are opt situri culturale înscrise în lista locurilor din patrimoniul mondial UNESCO: mănăstirile Stari Ras și Sopoćani (din 1979), mănăstirea Studenica (1986), Complexul Monahal Medieval din Kosovo, care include: Mănăstirea Dečani, Maica noastră de la Ljeviš, Gračanica și Patriarhatul de la Pec- (2004, în pericol din 2006), și Gamzigrad - Romuliana, precum și Palatul lui Galerius, adăugat în 2007. De asemenea, există două memorii literare care au fost adăugate pe lista UNESCO ca făcând parte din lista Programului Memoriile Lumii : Scripturile Miroslav, manuscrise din secolul XII (adăugate în 2005), și arhiva Nikola Tesla (2003).

## Muzica sârbă

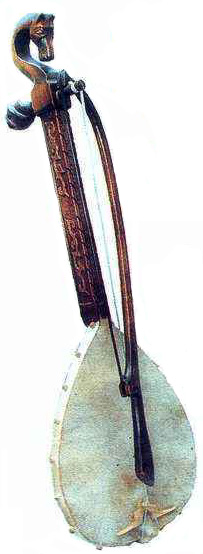
Gusle

Serbia are lung tradiție de folclor și muzică populară. "Kolo" este un dans sârb. Cele mai populare "kolo" este "Moravac" și "Užičko kolo" (Kolo de Užice).

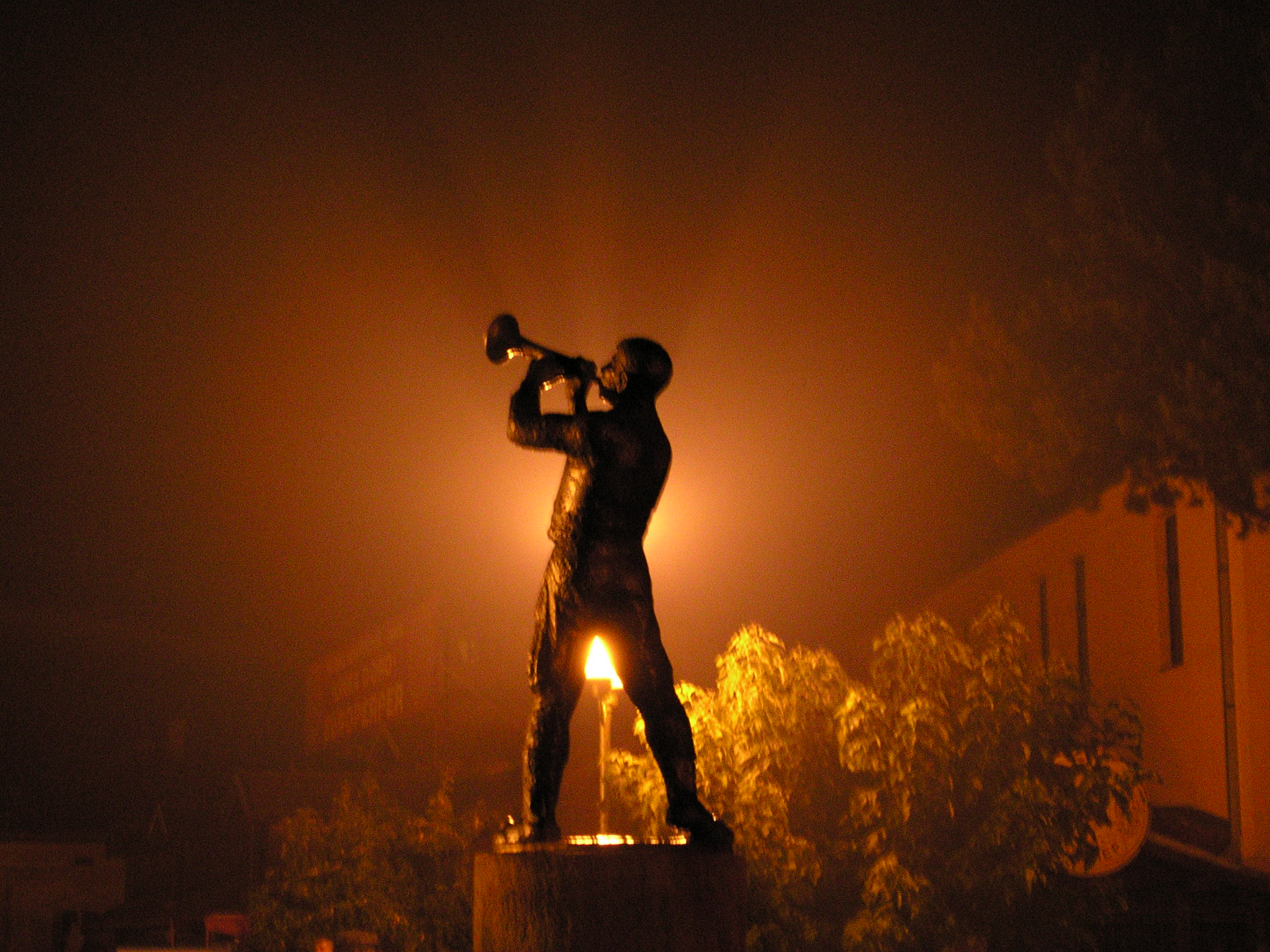
Monument de trompetist în Guča

În oraș Guča, Dragačevo, este un festival de trompetă (Dragačevski sabor trubača).

## Literatura sârbă
Literatura de limbă sârbă a început în timpul sfinților frați Kiril și Metodiu. Primul a scris cărți și documente în secolul al XI-lea. Primul alfabet sârbesc a fost cel glagolitic. În secolul al XII-lea, a fost scris primul document cu alfabet chirilic. Una dintre primele cărți în limba sârbă este "Žitije velikog župana Stefana Nemanje" (Житије великог жупана Стефана Немање, în traducere Viața lui Stefan Nemanja). "Žitije" a fost scrisă de fiul lui Stefan Nemanja, Rastko Nemanjić.

## Patrimoniu mondial UNESCO
Până în anul 2011 pe lista patrimoniului mondial UNESCO au fost incluse 4 obiective din această țară.

### Personalități din Serbia sau de etnie sârbă
- Nikola Tesla, fizician american de origine sârbă
- Ștefan Uroș al IV-lea Dușan al Serbiei, rege al Serbiei(din 1331) și rege al sârbilor și grecilor(din 1345)
- Milan Stanković, cântăreț
- Milan Jovanović, fotbalist sârb
- Milan Perendija, fotbalist sârb
- Mileva Marić, fizician sârb
- M.I.Pupin, fizician și chimist sârb
- Novak Đoković, tennismen sârb
- Karađorđe Petrović, conducătorul primei răscoale sârbești împotriva otomanilor
- Gavrilo Princip, membru al Mâinii Negre, cunoscut pentru Atentatul de la Sarajevo
- Sfântul Sava, prinț și fondator al Bisericii Ortodoxe Sârbe

### Atracții turistice
Anual, în Serbia vin peste un milion de turisti(2.200.000 în 2007 față de 469.000 în 2006), aducând venituri de cca 398 mil.$. Principalele  zone și obiective turistice sunt Belgrad(cetatea Kalemegdan, Centrul de conferințe „Sava”, Monumentul eroului necunoscut, numeroase biserici). În sudul Serbiei, în special în Kosovo, mănăstiri și biserici(Studenica din sec.12-14, Zica din sec.13, Gracanica din sec.14). Alte centre turistice sunt orașele Nis(monumente bizantine dintre sec.4-5, Turnul craniilor), Smederevo(cetatea din sec.15), Prizren(biserici și mănăstiri din sec.14, moscheea Sinan Pașa), stațiuni balneoclimaterice(Vrnjacka Banja, Soko Banja, Niska Banja) sau pentru practicarea sporturilor de iarnă (în jurul masivelor Kopaonik, Jastrebac, Zlatibor). Un important obiectiv istoric și turistic este situl antic arheologic Felix-Romuliana.